# 장경왕후 (조선)
장경왕후 윤씨(章敬王后 尹氏, 1491년 8월 19일(음력 7월 6일) ~ 1515년 3월 26일(음력 3월 2일))는 조선의 왕비이다. 중종의 계비이며 인종의 모후이다.

## 생애

### 탄생과 가계
1491년(성종 22년) 7월 6일, 한성부 호현방(好賢坊) 사제에서 아버지 파원부원군(坡原府院君) 윤여필(尹汝弼)과 어머니 순천부부인(順天府夫人) 박씨(朴氏)의 둘째 딸로 태어났다. 대윤(大尹)의 영수인 윤임의 동생이다.
장경왕후의 친가와 외가는 왕실과 이중, 삼중 혼인관계로 맺어진 명문가인데, 아버지 윤여필은 세조비 정희왕후의 오빠인 윤사윤의 손자이며 효령대군의 외증손자이다.
장경왕후와 중종은 정희왕후의 아버지 윤번의 현손들로 서로 8촌지간이며, 태종을 공통 조상으로 하는 10촌지간이다.
| ┌─→  | 세종     | → | 세조   | → | 덕종          | → | 성종   | → | 중종     |
| 태종 |          |   |        |   |               |   |        |   |          |
| └─→  | 효령대군 | → | 영천군 | → | 이씨부인-윤보 | → | 윤여필 | → | 장경왕후 |

| ┌─→  | 세종     | → | 세조   | → | 덕종          | → | 성종   | → | 중종     |
| 태종 |          |   |        |   |               |   |        |   |          |
| └─→  | 효령대군 | → | 영천군 | → | 이씨부인-윤보 | → | 윤여필 | → | 장경왕후 |

| ┌─→  | 정희왕후 | → | 덕종 | → | 성종   | → | 중종     |
| 윤번 |          |   |      |   |        |   |          |
| └─→  | 윤사윤   | → | 윤보 | → | 윤여필 | → | 장경왕후 |

| ┌─→  | 정희왕후 | → | 덕종 | → | 성종   | → | 중종     |
| 윤번 |          |   |      |   |        |   |          |
| └─→  | 윤사윤   | → | 윤보 | → | 윤여필 | → | 장경왕후 |

어머니 순천부부인 박씨는 박중선의 딸이다. 박중선은 심온의 외손자로, 소헌왕후의 조카이며 세조의 이종사촌 동생이다. 박중선의 자녀들은 각각 왕족들과 혼인하였는데, 장경왕후의 큰이모는 성종의 형인 월산대군과 혼인한 승평부부인이며, 넷째이모는 인수대비의 조카 한익과 혼인하였고, 막내이모는 예종의 아들 제안대군과 혼인하였다. 외삼촌은 중종반정을 주도한 박원종이다.
| ┌─→  | 소헌왕후 | → | 세조   | → | 덕종       | → | 성종     | → | 중종 |
| 심온 |          |   |        |   |            |   |          |   |      |
| └─→  | 심씨부인 | → | 박중선 | → | 순천부부인 | → | 장경왕후 |   |      |

1498년(연산군 4년), 8세의 나이에 어머니를 잃고 이모이자 월산대군의 부인인 승평부부인 박씨에게 양육되었다. 장경왕후의 언니인 파평현부인 윤씨는 월산대군의 서자 덕풍군 이이와 결혼하였기 때문에 덕풍군은 형부이면서 시4촌이 된다.

### 왕비 책봉
1506년(중종 1년), 입궁하여 내명부 종2품 숙의(淑儀)에 봉해졌다. 중종의 정비인 단경왕후가 폐위되자, 다음해인 1507년(중종 2년) 8월, 반정공신의 딸인 다른 후궁들을 제치고 왕비에 책봉되었다. 당시 조정은 외숙부인 박원종이 장악하였는데 중전이 되는데에는 외숙부 박원종의 도움이 컸으며, 월산대군의 처조카라는 신분이 장점으로 작용하였다.

### 사망
1511년(중종 6년)에는 효혜공주를, 1515년(중종 10년)에는 적통 대군인 원자(인종)를 낳았으나 산후병으로 인해 출산 1주일만인 3월 2일, 경복궁 동궁 별전에서 승하하였다.
시호는 장경(章敬)이며, 숙신명혜(淑愼明惠)의 휘호와 영경(永慶)의 전호(殿號)가 내려졌고 명종 대에는 선소의숙(宣昭懿淑) 등의 휘호가 추상되었다.
능은 경기도 고양시 덕양구 원당동 서삼릉 내에 위치한 희릉(禧陵)이다.

## 가족 관계
| 조선의 왕비 | 장경왕후 윤씨 章敬王后 尹氏 | 출생                                                   | 사망                                                               |
| 조선의 왕비 | 장경왕후 윤씨 章敬王后 尹氏 | 1491년 8월 19일 (음력 7월 6일) 조선 한성부 호현방 사저 | 1515년 3월 26일 (음력 3월 2일) (23세) 조선 한성부 경복궁 동궁 별전 |

|    |                                     | 본관 | 생몰년          | 부모                              | 비고              |
| -- | ----------------------------------- | ---- | --------------- | --------------------------------- | ----------------- |
| 부 | 파원부원군 윤여필 坡原府院君 尹汝弼 | 파평 | 1466년 - 1555년 | 윤보 尹甫 전주 이씨 全州 李氏     | 효령대군의 증손자 |
| 모 | 순천부부인 박씨 順天府夫人 朴氏     | 순천 | ? - 1498년      | 박중선 朴仲善 양천 허씨 陽川 許氏 |                   |

| 조선 제11대 국왕 | 중종 中宗 | 출생                                       | 사망                                                              |
| 조선 제11대 국왕 | 중종 中宗 | 1488년 4월 25일 (음력 3월 5일) 조선 한성부 | 1544년 12월 9일 (음력 11월 15일) (56세) 조선 한성부 창경궁 환경전 |

| 작호 | 작호              | 이름      | 생몰년          | 배우자                      | 비고        |
| ---- | ----------------- | --------- | --------------- | --------------------------- | ----------- |
| 장녀 | 효혜공주 孝惠公主 | 옥하 玉荷 | 1511년 - 1531년 | 연성위 김희 延城尉 金禧     |             |
| 장남 | 인종대왕 仁宗大王 | 호 岵     | 1515년 - 1545년 | 인성왕후 박씨 仁聖王后 朴氏 | 제12대 국왕 |

## 장경왕후가 등장한 작품
- 박주미 - 《조광조》(1994, KBS2)
- 오아랑 - 《여인천하》(2001, SBS)
- 고보결 - 《7일의 왕비》(2017, KBS2)
- 우미화 - 《붉은 단심》(2022, KBS2)

## 같이 보기
- 정희왕후
- 정현왕후
- 문정왕후 (조선)
- 윤원형
- 윤임